# Tiszakerecseny, Szabolcs-Szatmár-Bereg
Tiszakerecseny  este un sat în districtul Vásárosnamény, județul Szabolcs-Szatmár-Bereg, Ungaria, având o populație de 1.002 locuitori (2011). 

## Demografie
Componența etnică a satului Tiszakerecseny
     Maghiari (74,44%)
     Romi (25,56%)
Componența confesională a satului Tiszakerecseny
     Reformați (60,18%)
     Romano-catolici (24,15%)
     Fără religie (1,2%)
     Necunoscută (14,07%)
     Atei (0,4%)
     Alte religii (1,3%)
Conform recensământului din 2011, satul Tiszakerecseny avea 1.002 locuitori. Din punct de vedere etnic, majoritatea locuitorilor (74,44%) erau maghiari, cu o minoritate de romi (25,56%).  Din punct de vedere confesional, majoritatea locuitorilor (60,18%) erau reformați, existând și minorități de romano-catolici (24,15%) și persoane fără religie (1,2%). Pentru 14,07% din locuitori nu este cunoscută apartenența confesională.